# Kleineondernemersregeling
De kleineondernemersregeling (ook: kleine-ondernemersregeling of KOR) is een regeling volgens welke een kleine onderneming in Nederland in aanmerking kan komen voor vermindering van het btw-bedrag dat afgedragen moet worden aan de belastingdienst.
Er gelden drie voorwaarden voor de kleineondernemersregeling:
1. de omzet van de onderneming bedraagt niet meer dan € 20.000 per kalenderjaar (2020);
2. de onderneming is in Nederland gevestigd;
3. de onderneming voldoet aan de administratieve verplichtingen voor de btw.

In tegenstelling tot de KOR die tot en met 2019 bestond, geldt de 'nieuwe KOR' die vanaf 2020 ingaat ook voor andere dan natuurlijke rechtspersonen.
Omdat de nieuwe KOR bedoeld is om administratieve rompslomp weg te nemen, krijgen ondernemers die onder de regeling vallen de status ‘btw-vrijgesteld’. Ze hoeven daarom geen btw-aangifte te doen en geen btw-administratie bij te houden. Ook hoeven zij geen btw in rekening te brengen bij klanten. Dit betekent dus ook dat zij btw die zij zelf betalen niet meer in aftrek kunnen brengen.